# Ассоциация помощи трону
Ассоциация помощи трону (яп. 大政翼贊會; Тайсэй ёкусанкай) — военная организация Японской Империи в 1940—1945, созданная премьер-министром Коноэ Фумимаро 12 октября 1940 года для продвижения целей его движения Синтайсэй («Новый порядок»). Цель создания — «мобилизовать нацию вокруг монарха» в условиях войны.
Была создана в 1940 году по инициативе премьер-министра Фумимаро Коноэ в рамках создания так называемой «новой политической структуры» взамен распущенных политических партий вскоре после подписания Японией «Тройственного пакта», закрепившего союз стран оси. Возглавлял Ассоциацию помощи трону председатель, которым становился премьер-министр; в префектурах, уездах, городах и посёлках существовали местные отделы; весь административный аппарат назначался председателем на 1 год. Как правило, местные руководители префектур, городов и деревень были одновременно руководителями соответствующих местных отделений ассоциации.
Она превратилась в «государственную» правящую политическую партию, которая стремилась устранить секционализм в политике и экономике Японской империи, чтобы создать тоталитарное однопартийное государство, тем самым максимально повысив эффективность тотальных военных усилий Японии в Китае.
Одновременно с созданием организации резко ужесточился политический режим, был установлен контроль над всей экономической и общественной жизнью страны. Велась активная пропаганда в СМИ шовинизма, милитаризма и антикоммунизма, усилился полицейский террор.
Ассоциации помощи трону подчинялись различные массовые организации (Ассоциация великой Японии служения отечеству через производство, Молодёжная партия великой Японии и другие).
В январе 1942 года правительством Тодзё были назначены новые выборы, всю подготовку к которым провела Ассоциация, ею была создана особая организация для рекомендации депутатов в парламент. В итоге из 466 избранных депутатов 381 были рекомендованы Ассоциацией.
В мае 1942 года для усиления «новой политической структуры» было создано Общество политического содействия трону во главе с бывшим премьером Абэ Нобуюки для усиления идеологической работы, достижения победы в войне. После создания этого общества все сохранившиеся до той поры политические организации Японии объявили о самороспуске.
30 марта 1945 года была создана новая организация под названием «Политическое общество Великой Японии», объединившая функции Ассоциации помощи трону и Общества политического содействия трону. Руководителем стал генерал Минами Дзиро. Это попытка сплотить японский народ в условиях проигрываемой войны не удалась: брожение и недовольство усиливалось, например, ещё в 1944 году около 15 % рабочих уклонилось от явки на заводы.
13 июня 1945 года, незадолго до капитуляции Японии во Второй мировой войне, Ассоциация помощи трону была распущена японским правительством.